# ウィンゴ航空
ウィンゴ航空（Wingo）は、コロンビアの格安航空会社である。首都ボゴタのエルドラド国際空港を拠点にしている。親会社はパナマのコパ航空である。

## 歴史
- コロンビアにはコパ航空の子会社「コパ航空コロンビア」が存在したが、経営状態が悪かったため、戦略を変更して格安航空会社として2016年10月に設立された。
- 2016年12月1日から、ボゴタ-カンクン間で運航を開始した[1]。コパ航空からリースされたボーイング737-700型機4機を使用。
- 2019年からボーイング737-800型機を導入し、ボーイング737-700を置き換えた。

## 保有機材
| 機種              | 保有数 | 座席数 | 備考       |
| ----------------- | ------ | ------ | ---------- |
| ボーイング737-800 | 9      | 186    | リース導入 |